# Богданівка (Олександрійський район)
Богдані́вка — село в Україні, у Петрівській селищній громаді Олександрійського району Кіровоградської області. Населення становить 229 осіб. Колишній центр Богданівської сільської ради.
Неподалік від села розташований Петрівський заказник.

## Населення
Згідно з переписом УРСР 1989 року чисельність наявного населення села становила 303 особи, з яких 147 чоловіків та 156 жінок.
За переписом населення України 2001 року в селі мешкало 318 осіб.

### Мова
Розподіл населення за рідною мовою за даними перепису 2001 року:
| Мова       | Відсоток |
| ---------- | -------- |
| українська | 96,55 %  |
| російська  | 2,82 %   |
| молдовська | 0,31 %   |
| інші       | 0,32 %   |